# حرکات خطرناک
حرکات خطرناک (انگلیسی: Dangerous Moves؛ فرانسوی: La Diagonale du fou‎) فیلمی است دربارهٔ شطرنج، به کارگردانی ریشار دمبو، که در سال ۱۹۸۴ منتشر شد.
این فیلم در سال ۱۹۸۴ در پنجاه و هفتمین دورهٔ جوایز اسکار، برندهٔ جایزه اسکار بهترین فیلم خارجی‌زبان شد.
از جوایز دیگر این فیلم، می‌توان به «جایزهٔ لوئی دلوک»، «جایزه آکادمی سینما» و «جایزه سزار بهترین فیلم بلند» اشاره کرد.

## بازیگران
- میشل پیکولی
- لیو اولمان
- لزلی کارون
- ژان-اوگ آنگلاد
- دانیل اولبریخسکی
- اوبر سن-ماکاری
- سرژ آویدیکیان
- وویچیخ پشونیاک
- ژاک بوده